# Élections régionales de 2010 en Lorraine
Pour un article plus général, voir Élections régionales françaises de 2010.

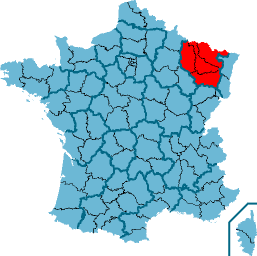
La région Lorraine.

Les élections régionales ont eu lieu les 14 et 21 mars 2010.

## Mode d'élection
Le mode de scrutin est fixé par le code électoral. Il précise que les conseillers régionaux sont élus tous les six ans.
Les conseillers régionaux sont élus dans chaque région au scrutin de liste à deux tours sans adjonction ni suppression de noms et sans modification de l'ordre de présentation. Chaque liste est constituée d'autant de sections qu'il y a de départements dans la région.
Si une liste a recueilli la majorité absolue des suffrages exprimés au premier tour, le quart des sièges lui est attribué. Le reste est réparti à la proportionnelle suivant la règle de la plus forte moyenne. Une liste ayant obtenu moins de 5 % des suffrages exprimés ne peut se voir attribuer un siège.
Sinon on procède à un second tour où peuvent se présenter les listes ayant obtenu 10 % des suffrages exprimés. La composition de ces listes peut être modifiée pour comprendre les candidats ayant figuré au premier tour sur d’autres listes, sous réserve que celles-ci aient obtenu au premier tour au moins 5 % des suffrages exprimés et ne se présentent pas au second tour. À l’issue du second tour, les sièges sont répartis de la même façon.
Les sièges étant attribués à chaque liste, on effectue ensuite la répartition entre les sections départementales, au prorata des voix obtenues par la liste dans chaque département.

## Rappel des résultats de 2004
| Tête de liste  | Tête de liste        | Liste          | Premier tour | Premier tour | Second tour | Second tour | Sièges | Sièges |
| Tête de liste  | Tête de liste        | Liste          | #            | %            | #           | %           | #      | %      |
| -------------- | -------------------- | -------------- | ------------ | ------------ | ----------- | ----------- | ------ | ------ |
|                | Jean-Pierre Masseret | PS-PCF-Verts   | 253 690      | 29,22        | 456 416     | 48,41       | 45     | 61,6   |
|                | Gérard Longuet*      | UMP            | 192 214      | 22,14        | 322 550     | 34,21       | 19     | 26,0   |
|                | Nathalie Griesbeck   | UDF            | 75 637       | 8,71         | 322 550     | 34,21       | 19     | 26,0   |
|                | Thierry Gourlot      | FN             | 152 702      | 17,59        | 163 785     | 17,37       | 9      | 12,3   |
|                | Jean Louis Masson    | DVD            | 58 082       | 6,69         |             |             |        |        |
|                | Christiane Nimsgern  | LCR-LO         | 40 691       | 4,69         |             |             |        |        |
|                | Daniel Delrez        | PRG-MRC        | 40 689       | 4,69         |             |             |        |        |
|                | Eric Lemaître        | MEI            | 37 258       | 4,29         |             |             |        |        |
|                | Annick Martin        | MNR            | 17 346       | 2,00         |             |             |        |        |
|                |                      |                |              |              |             |             |        |        |
| Inscrits       | Inscrits             | Inscrits       | 1 616 172    | 100,00       | 1 621 470   | 100,00      |        |        |
| Abstentions    | Abstentions          | Abstentions    | 697 222      | 43,14        | 633 768     | 39,09       |        |        |
| Votants        | Votants              | Votants        | 918 950      | 56,86        | 987 702     | 60,91       |        |        |
| Blancs et nuls | Blancs et nuls       | Blancs et nuls | 50 641       | 5,51         | 44 951      | 4,55        |        |        |
| Exprimés       | Exprimés             | Exprimés       | 868 309      |              | 942 751     |             |        |        |

Les listes UMP et UDF ont fusionné entre les deux tours

## Candidats

### Têtes de listes départementales
| Listes | Listes         | Moselle              | Meurthe-et-Moselle     | Vosges              | Meuse              |
| ------ | -------------- | -------------------- | ---------------------- | ------------------- | ------------------ |
|        | LO             | Mario Rinaldi        | Christiane Nimsgern    | Jacques Balu        | Jean-Louis Rostan  |
|        | NPA            | Hélène Hebenstreit   | Jean-Christophe Berche | Fanny Laurent       | Jean-Noël Bouet    |
|        | PCF-PG-LA-FASE | François Tanzilli    | Patrice Zolfo          | Aline Weber         | Anne Boulier       |
|        | Verts          | Daniel Béguin        | Jaqueline Fontaine     | Christine L'Heureux | Daniel Lefort      |
|        | PS-PCF-MRC     | Jean-Pierre Masseret | Jean-Yves Le Deaut     | Jean-Marie Lalandre | Thibault Villemin  |
|        | AEI            | Jean-Claude Kaas     | François Schneider     | Fabien Niezgoda     | Yves Dhyvert       |
|        | MoDem          | Claude Bellei        | Danièle Noel           | Nathalie Mercier    | Jean-Marie Cousin  |
|        | UMP-NC         | Anne Grommerch       | Laurent Hénart         | Gérard Cherpion     | Gérard Longuet     |
|        | DLR-CNIP-AC    | André Masius         | Jean-Luc André         | Patrice Berard      | Philippe Fournier  |
|        | PDF-MNR-NDP    | Annick Martin        | Catherine Davion       | Françoise Schuller  | Paulette Geoffroy  |
|        | FN             | Thierry Gourlot      | Jean-Luc Manoury       | Jean-François Jalkh | Christiane Buttier |
|        | DIV            | Victor Villa         | Jamilah Khrof          | Aurélie Sagaire     | Maximin Brecte     |
|        | DIV            | Charles Trinquier    | Patrice Lefeuvre       | Daniel Marchal      | Antoine Salerno    |

## Sondages

### Premier tour
| Sondage    | Date          | Panel | LO      | NPA   | PCF      | Verts  | PS       | AEI  | MoDem  | UMP    | DLR   | FN      | PDF    | DIV      | DIV   | NSP |
| Sondage    | Date          | Panel | Rinaldi | Bouet | Leclercq | Béguin | Masseret | Kaas | Bellei | Hénart | André | Gourlot | Martin | Lefeuvre | Villa | NSP |
| ---------- | ------------- | ----- | ------- | ----- | -------- | ------ | -------- | ---- | ------ | ------ | ----- | ------- | ------ | -------- | ----- | --- |
| Sondage    | Date          | Panel |         |       |          |        |          |      |        |        |       |         |        |          |       | NSP |
| TNS-Sofres | 1er mars 2010 | 700   | 6%      | 1%    | 2%       | 13%    | 34%      | 1,5% | 4%     | 26%    | 1%    | 10%     | 0,5%   | 1%       | 0%    | 17% |

### Second tour
| Sondage    | Date          | Panel | PS-PCF-MRC | UMP-NC | FN      | NSP |
| Sondage    | Date          | Panel | Masseret   | Hénart | Gourlot | NSP |
| ---------- | ------------- | ----- | ---------- | ------ | ------- | --- |
| Sondage    | Date          | Panel |            |        |         | NSP |
| TNS-Sofres | 1er mars 2010 | 700   | 54%        | 35%    | 11%     | 17% |
| TNS-Sofres | 1er mars 2010 | 700   | 59%        | 41%    | –       | 17% |

## Résultats

### Régionaux
| Tête de liste  | Tête de liste        | Liste                   | Premier tour | Premier tour | Second tour | Second tour | Sièges | Sièges |
| Tête de liste  | Tête de liste        | Liste                   | #            | %            | #           | %           | #      | %      |
| -------------- | -------------------- | ----------------------- | ------------ | ------------ | ----------- | ----------- | ------ | ------ |
|                | Jean-Pierre Masseret | PS-PCF-MRC              | 227 062      | 34,35        | 375 660     | 50,01       | 46     | 63,01  |
|                | Daniel Béguin        | Verts-Cap21             | 60 559       | 9,16         | 375 660     | 50,01       | 46     | 63,01  |
|                | Laurent Hénart       | UMP-NC                  | 157 082      | 23,77        | 237 019     | 31,55       | 17     | 23,29  |
|                | Thierry Gourlot      | FN                      | 98 269       | 14,87        | 138 549     | 18,44       | 10     | 13,70  |
|                | Claude Bellei        | MoDem                   | 20 901       | 3,16         |             |             |        |        |
|                | Annick Martin        | PDF-MNR-NDP             | 19 847       | 3,00         |             |             |        |        |
|                | Philippe Leclercq    | PCF-PG-Alternatifs-FASE | 19 833       | 3,00         |             |             |        |        |
|                | Jean-Claude Kaas     | AEI                     | 16 318       | 2,47         |             |             |        |        |
|                | Jean-Luc André       | DLR-CNIP-AC             | 14 861       | 2,25         |             |             |        |        |
|                | Jean-Noël Bouet      | NPA                     | 14 815       | 2,24         |             |             |        |        |
|                | Mario Rinaldi        | LO                      | 8 544        | 1,29         |             |             |        |        |
|                | Victor Villa         | DIV                     | 2 337        | 0,35         |             |             |        |        |
|                | Patrice Lefeuvre     | DIV                     | 504          | 0,08         |             |             |        |        |
|                |                      |                         |              |              |             |             |        |        |
| Inscrits       | Inscrits             | Inscrits                | 1 666 261    | 100,00       | 1 665 223   | 100,00      |        |        |
| Abstention     | Abstention           | Abstention              | 974 150      | 58,46        | 881 818     | 52,95       |        |        |
| Votants        | Votants              | Votants                 | 692 111      | 41,54        | 783 405     | 47,05       |        |        |
| Blancs et nuls | Blancs et nuls       | Blancs et nuls          | 31 179       | 4,50         | 32 177      | 4,11        |        |        |
| Exprimés       | Exprimés             | Exprimés                | 660 932      | 95,50        | 751 228     | 95,89       |        |        |

### Départementaux

#### Meurthe-et-Moselle
| Tête de liste  | Tête de liste          | Liste                   | Premier tour | Premier tour | Second tour | Second tour | Sièges | Sièges |
| Tête de liste  | Tête de liste          | Liste                   | #            | %            | #           | %           | #      | %      |
| -------------- | ---------------------- | ----------------------- | ------------ | ------------ | ----------- | ----------- | ------ | ------ |
|                | Jean-Yves Le Deaut*    | PS-PCF-MRC              | 73 856       | 36,08        | 122 710     | 53,32       | 15     | 68,18  |
|                | Jacqueline Fontaine    | Verts-Cap21             | 18 940       | 9,25         | 122 710     | 53,32       | 15     | 68,18  |
|                | Laurent Hénart         | UMP-NC                  | 49 734       | 24,30        | 71 471      | 31,05       | 5      | 22,73  |
|                | Jean-Luc Manoury       | FN                      | 26 143       | 12,77        | 35 974      | 15,63       | 2      | 9,09   |
|                | Patrice Zolfo          | PCF-PG-Alternatifs-FASE | 8 958        | 4,38         |             |             |        |        |
|                | Danièle Noël           | MoDem                   | 5 480        | 2,68         |             |             |        |        |
|                | Jean-Luc André         | DLR-CNIP-AC             | 4 924        | 2,41         |             |             |        |        |
|                | Catherine Davion       | PDF-MNR-NDP             | 4 874        | 2,38         |             |             |        |        |
|                | Jean-Christophe Berche | NPA                     | 4 479        | 2,19         |             |             |        |        |
|                | François Schneider     | AEI                     | 4 164        | 2,03         |             |             |        |        |
|                | Christiane Nimsgern    | LO                      | 2 522        | 1,23         |             |             |        |        |
|                | Jamilah Khrof          | DIV                     | 473          | 0,23         |             |             |        |        |
|                | Patrice Lefeuvre       | DIV                     | 138          | 0,07         |             |             |        |        |
|                |                        |                         |              |              |             |             |        |        |
| Inscrits       | Inscrits               | Inscrits                | 492 254      | 100,00       | 492 194     | 100,00      |        |        |
| Abstention     | Abstention             | Abstention              | 280 429      | 56,97        | 253 701     | 51,54       |        |        |
| Votants        | Votants                | Votants                 | 211 825      | 43,03        | 238 493     | 48,46       |        |        |
| Blancs et nuls | Blancs et nuls         | Blancs et nuls          | 7 140        | 3,37         | 8 289       | 3,48        |        |        |
| Exprimés       | Exprimés               | Exprimés                | 204 685      | 96,63        | 230 204     | 96,52       |        |        |

* liste du président sortant

#### Meuse
| Tête de liste  | Tête de liste      | Liste                   | Premier tour | Premier tour | Second tour | Second tour | Sièges | Sièges |
| Tête de liste  | Tête de liste      | Liste                   | #            | %            | #           | %           | #      | %      |
| -------------- | ------------------ | ----------------------- | ------------ | ------------ | ----------- | ----------- | ------ | ------ |
|                | Thibault Villemin* | PS-PCF-MRC              | 19 605       | 32,53        | 32 230      | 46,94       | 4      | 66,66  |
|                | Daniel Lefort      | Verts-Cap21             | 5 051        | 8,38         | 32 230      | 46,94       | 4      | 66,66  |
|                | Gérard Longuet     | UMP-NC                  | 15 267       | 25,33        | 23 274      | 33,90       | 1      | 16,67  |
|                | Christiane Buttier | FN                      | 9 505        | 15,77        | 13 152      | 19,16       | 1      | 16,67  |
|                | Jean-Marie Cousin  | MoDem                   | 1 916        | 3,18         |             |             |        |        |
|                | Yves Dhyvert       | AEI                     | 1 785        | 2,96         |             |             |        |        |
|                | Jean-Noël Bouet    | NPA                     | 1 649        | 2,74         |             |             |        |        |
|                | Philippe Fournier  | DLR-CNIP-AC             | 1 562        | 2,59         |             |             |        |        |
|                | Paulette Geoffroy  | PDF-MNR-NDP             | 1 445        | 2,40         |             |             |        |        |
|                | Anne Boulier       | PCF-PG-Alternatifs-FASE | 1 450        | 2,41         |             |             |        |        |
|                | Jean-Louis Rostan  | LO                      | 762          | 1,26         |             |             |        |        |
|                | Maximin Brecte     | DIV                     | 260          | 0,43         |             |             |        |        |
|                | Antoine Salerno    | DIV                     | 18           | 0,03         |             |             |        |        |
|                |                    |                         |              |              |             |             |        |        |
| Inscrits       | Inscrits           | Inscrits                | 141 500      | 100,00       | 140 542     | 100,00      |        |        |
| Abstention     | Abstention         | Abstention              | 77 583       | 54,83        | 68 325      | 48,62       |        |        |
| Votants        | Votants            | Votants                 | 63 917       | 45,17        | 72 217      | 51,38       |        |        |
| Blancs et nuls | Blancs et nuls     | Blancs et nuls          | 3 642        | 5,70         | 3 522       | 4,88        |        |        |
| Exprimés       | Exprimés           | Exprimés                | 60 275       | 94,30        | 68 695      | 95,12       |        |        |

* liste du président sortant

#### Moselle
| Tête de liste  | Tête de liste         | Liste                   | Premier tour | Premier tour | Second tour | Second tour | Sièges | Sièges |
| Tête de liste  | Tête de liste         | Liste                   | #            | %            | #           | %           | #      | %      |
| -------------- | --------------------- | ----------------------- | ------------ | ------------ | ----------- | ----------- | ------ | ------ |
|                | Jean-Pierre Masseret* | PS-PCF-MRC              | 92 037       | 33,96        | 151 828     | 48,95       | 19     | 61,29  |
|                | Daniel Béguin         | Verts-Cap21             | 25 368       | 9,36         | 151 828     | 48,95       | 19     | 61,29  |
|                | Anne Grommerch        | UMP-NC                  | 59 759       | 22,05        | 93 909      | 30,28       | 7      | 22,58  |
|                | Thierry Gourlot       | FN                      | 44 331       | 16,36        | 64 424      | 20,77       | 5      | 16.13  |
|                | Annick Martin         | PDF-MNR-NDP             | 10 090       | 3,72         |             |             |        |        |
|                | Claude Bellei         | MoDem                   | 9 784        | 3,61         |             |             |        |        |
|                | Jean-Claude Kaas      | AEI                     | 7 312        | 2,70         |             |             |        |        |
|                | François Tanzili      | PCF-PG-Alternatifs-FASE | 6 230        | 2,30         |             |             |        |        |
|                | André Masius          | DLR-CNIP-AC             | 5 505        | 2,03         |             |             |        |        |
|                | Hélène Hebenstreit    | NPA                     | 5 502        | 2,03         |             |             |        |        |
|                | Mario Rinaldi         | LO                      | 3 719        | 1,37         |             |             |        |        |
|                | Victor Villa          | DIV                     | 1 096        | 0,40         |             |             |        |        |
|                | Charles Trinquier     | DIV                     | 260          | 0,10         |             |             |        |        |
|                |                       |                         |              |              |             |             |        |        |
| Inscrits       | Inscrits              | Inscrits                | 745 561      | 100,00       | 745 547     | 100,00      |        |        |
| Abstention     | Abstention            | Abstention              | 462 189      | 61,99        | 422 387     | 56,65       |        |        |
| Votants        | Votants               | Votants                 | 283 372      | 38,01        | 323 160     | 43,35       |        |        |
| Blancs et nuls | Blancs et nuls        | Blancs et nuls          | 12 379       | 4,37         | 12 909      | 3,99        |        |        |
| Exprimés       | Exprimés              | Exprimés                | 270 993      | 95,63        | 310 251     | 96,01       |        |        |

* liste du président sortant

#### Vosges
| Tête de liste  | Tête de liste        | Liste                   | Premier tour | Premier tour | Second tour | Second tour | Sièges | Sièges |
| Tête de liste  | Tête de liste        | Liste                   | #            | %            | #           | %           | #      | %      |
| -------------- | -------------------- | ----------------------- | ------------ | ------------ | ----------- | ----------- | ------ | ------ |
|                | Jean-Marie Lalandre* | PS-PCF-MRC              | 41 564       | 33,26        | 68 914      | 48,50       | 8      | 57,14  |
|                | Christine L'Heureux  | Verts-Cap21             | 11 200       | 8,96         | 68 914      | 48,50       | 8      | 57,14  |
|                | Gérard Cherpion      | UMP-NC                  | 32 322       | 25,86        | 48 208      | 33,93       | 4      | 28,57  |
|                | Jean-François Jalkh  | FN                      | 18 290       | 14,63        | 24 962      | 17,57       | 2      | 14,29  |
|                | Nathalie Mercier     | MoDem                   | 3 721        | 2,98         |             |             |        |        |
|                | Françoise Schuller   | PDF-MNR-NDP             | 3 438        | 2,75         |             |             |        |        |
|                | Aline Weber          | PCF-PG-Alternatifs-FASE | 3 195        | 2,56         |             |             |        |        |
|                | Fanny Laurent        | NPA                     | 3 185        | 2,55         |             |             |        |        |
|                | Fabien Niezgoda      | AEI                     | 3 057        | 2,45         |             |             |        |        |
|                | Patrice Berard       | DLR-CNIP-AC             | 2 870        | 2,30         |             |             |        |        |
|                | Jacques Balu         | LO                      | 1 541        | 1,23         |             |             |        |        |
|                | Aurélie Sagaire      | DIV                     | 508          | 0,41         |             |             |        |        |
|                | Daniel Marchal       | DIV                     | 88           | 0,07         |             |             |        |        |
|                |                      |                         |              |              |             |             |        |        |
| Inscrits       | Inscrits             | Inscrits                | 286 946      | 100,00       | 286 940     | 100,00      |        |        |
| Abstention     | Abstention           | Abstention              | 153 949      | 53,65        | 137 405     | 47,49       |        |        |
| Votants        | Votants              | Votants                 | 132 997      | 46,35        | 149 535     | 52,11       |        |        |
| Blancs et nuls | Blancs et nuls       | Blancs et nuls          | 8 018        | 6,03         | 7 457       | 4,99        |        |        |
| Exprimés       | Exprimés             | Exprimés                | 124 979      | 93,97        | 142 078     | 95,01       |        |        |

* liste du président sortant